# Valdosta
Valdosta é uma cidade localizada no estado americano de Geórgia, no Condado de Lowndes.

## Demografia
Segundo o censo americano de 2000, a sua população era de 43.724 habitantes.
Em 2006, foi estimada uma população de 45.529, um aumento de 1805 (4.1%).

## Geografia
De acordo com o United States Census Bureau tem uma área de
78,3 km², dos quais 77,5 km² cobertos por terra e 0,8 km² cobertos por água. Valdosta localiza-se a aproximadamente 61 m acima do nível do mar.

## Localidades na vizinhança
O diagrama seguinte representa as localidades num raio de 24 km ao redor de Valdosta.